# Византијска уметност
Византијска уметност обухвата уметност која је настајала и развијала се на простору Источног римског царства (Византије) од 5. века до пада Цариграда под Османлије 1453. године и потпуног слома Византије. Њено деловање није било само ограничено на простор Византије, већ и на просторе држава које су биле под њеним директним утицајем (Српске области, Бугарска, Руске државе, Млетачка република, Напуљска краљевина).

## Историја и главне карактеристике
Пошто се развијала током средњег века, њену основну црту да је религиозни поглед на свет карактеришу блиставе боје и снага линија, без индивидуалности и перспективе, са спљоштеном формом. За украшавање грађевина коришћене су фреске и мозаици који су покривали зидове, подове, сводове и куполе спајајући у потпуности архитектонски са ликовним изражајем. Уместо великих вајарских дела Антике, византијску уметност карактеришу мали рељефи рађени у слоновачи.
У античком свету верско поштовање божанстава изражавало се у првом реду статуом- култном статуом од камена која се постављала у храм. Према њој су се израђивале и мале култне статуице у бронзи или и теракоти које су се постављале и у нише у собама. Када се у касној Антици развијала једна сложенија представа о божанству статуа је постепено из плитког рељефа прелазила у слику. Хришћанство је под утицајем друге Божије заповести противило се представљању Бога- фанатични Епифимије је раздерао свети лик насликан на једној завеси изражавајући тиме своје противљење ономе што је сматрао за идолопоклонство. Овде је интересантно и то што је икона у почетку била слика и није направљена на дрвету што значи да се икона у почетку није везивала за неки материјал и технику. Она је ипак била преносна а то да се иконом сматра слика која је израђена на дрвету и преносна је јесте отуда што се вероватно, услед великог броја оваквих радова који су тако израђени појављује.
Оне области које су биле удаљеније од Византије су биле наклоњене хришћанству а оне друге Античком свету и схватању. Утицај Антике је био снажан у почетку и био је зависан од појединих епоха. У доба Палеолога (1261—1453) утицај антике је био снажан и у Цариграду су нашли уточиште грчки сликари, а уметност која је из Цариграда продирала названа је “ манира греаци”. У Византијској уметности фигура изражава једну религиозну тему у чијој се основи налази религиозна идеја. Људска фигура је доминантна и несразмерно увећана. Византијски уметник тежи да елементе које види декомпонује и да их рекомпозицијом подреди композицији не стварности и законима природним већ законима саме слике. Уметник Византије се користи ортогоналном композицијом. Присутна је и инверзна перспектива у којој видимо законе перспективе примењене на један другачији начин да би се искористили за постављање и указивање на приказивање идејнога центра догађаја и овај се користи композиционо. Светлост и сенка не расипа се на начин који одговара стварности и простору су намерно дата одређена иреална својства. Ова се уметност не занима за тело које увек нестаје под богатим наборима тканине, и осећа се присутност аскетског и бестелесног, а када треба приказивати наго тело осећа се схематизација која се из деценије у деценију понавља и са истим грешкама које су једном учињене. Нарочита пажња се поклања глави и очима- очи су прозори душе. Ова уметност постаје средство помоћу кога се уводи мисао из света реалног у свет спиритуални. Ту се развија сликарство и као фреска и као мозаик а познато је и раширено и књижно сликарство. Скулптура је на овој територији била занемарена, и нарочито због тога јер се појављивао страх још из времена када се хришћанство борило против идола из времена када се хришћанство борило да не дође на ниво идола против ког се борило; “ не прави себи ни лика ни кипа” гласи заповед Божија и отпор према скулптури утицао је да се она није развила. У Византијској уметности се постепено фиксирају техника па чак и места на којима се постављају поједини ликови, за Христа је резервисана купола а у четири куполе или ступа смештају се Јеванђелисти(Апостоли), исто као што и у погледу оријентације постоји принцип, и олтар и гроб Христа и највеће светиња и исто оно место одакле ће се вршити суд- олтар резервисан је за највеће светиње и причешће оријентисан је увек према истоку и ту се налазе оптимистичке теме а на западној страни су теме које су песимистичке као смрт Богородице или пак ово се може налазити и на северу где нема сунца, ту се налази и Христ на распелу.
Године 323. Константин Велики одлучио је да престоницу Римског царства пресели у Византију у Константинопољ и на овај начин призна велику важност овог дела римске империје. Признавање хришћанства као државне вере имало је велики значај у Константиновом времену. Ниједна од хришћанских базилика није сачувана у првобитном облику али је основа највеће Константинова црква Св. Петра у Риму и њена основа добро позната (отпочета је 333. г.). Источно римско царство преживело је нападе и под Јустинијаном (527. – 726) поново је доживело стабилност а по иронији судбине највеће дело ове уметности из најранијих времена настало је на тлу Источног Царства у ствари у Равени (Сан Витале у Равени завршене у 537. год.) где је било последње упориште Западног Царства, западно оријентисаног Јустинијана који је скоро успео да обједини римску империју.
Јустинијанова епоха трајала је у 5. и 6. веку и обележена је конституисањем велике државе са апсолутистичком владавином у феудалном оквиру. Присутна су схватања ранога хришћанства и симболистичке концепције у уметности. Аја Софија (завршена 537. г.) у облику базилике са уписаним крстом а сама купола у време Јустинијана је украшена великим крстом. Ако упоредимо цркве Санта Констанса и Сан Витале тада видимо да је црква у Риму организована у центрипеталном правцу кретања а у Равени као и Аја Софија присутна је једна организација кретања центрифугалног дејства простор добија намену хуманију и као и црква Св, Петра у Риму немају ону компоненту скулптуралног карактера као у Грчкој и њиховим храмовима већ добијају простор који добија намену хуманију и функцију за састајање и провођење одређеног времена у њему. По остацима сликарства- држећи се малих резерви, црква Сан Витале украшена је мозаицима у Јустинијаново време који представљају (546—548. ) царицу Теодору и њен двор- дворске даме и цара са двором. Цар и царица као и њихова пратња су стварни и “као живи”.
Епоха иконоборства (726—842) у ствари је епоха борбе против античког антропоморфизма. У току ове борбе страдале су многе иконе. Царица Ирина је успела (800. год.) да успостави поново поштовање икона, тада је на портал поново постављена икона сада по трећи пут на ово омиљено место где су се постављале иконе од обожаваоца икона који су веровали да ове имају и чаробне моћи, са вратница Халки уклоњена је икона 726. по наређењу Лава III. У ствари ова борба иконобораца и идолопоклоника представља борбу свештенства за превласт и високо свештенство било је против икона док је ниже свештенство било за поштовање икона.
Класични период византијског сликарства (842—1204. када су учесници светог рата заузели Цариград и владали до 1261. год.) може се рашчланити на ранији и каснији период. Рани период траје до 10. века и тада је уметност била обојена елементима који су носили обележја Антике, светлост има реалнији карактер, јавља се бочна сенка а простор је дубљи а фигура покретнија али све у концепту византијске уметности, структуре и концепције која има трансцендентни смисао. Други период каснији у класичном периоду и после друге половине 10. века јавља се тананија фигура и наглашенији аскетски изглед, простор је плићи и гест је далеко смиренији а архитектонски ансамбли нестају у слици облик је сведенији а простор се не представља у перспективи, те се уз плитак простор јавља и неки пејзаж а композиција је лишена облика. Период 1204 – 1261. када јако јењава ликовна разбукталост. Из ове епохе најбоље сачувана дела имамо у Југославији.
Ренесанса Палеолога (1261—1453) може се сагледати враћање Цариграда у сопствену прошлост у Јустинијаново време и пронађене су нове форме споја духовног и класичног. Скулптура се у доба Комнина ретко јављала у облику плиткога рељефа, сликање је постало врло важно и јавља се мекана техника четкице. Утицај Византије на свет постаје све ограниченији и још увек постоје утицаји у Грузији и на словенске земље али су Словени почели да његују и сопствени стил. Овај период се назива Комненовом епохом и у њој се појављује интерес за наративним моментом (12.- 14. век) када се бришу преграде између слика и јавља се континуирано спојени већи број слика, сцена. У оквиру њих, већи број личности се јавља и компонује а фигуре постају пластичније. Фигура је покретљивија и пластичније је дата, а доминира и инверзивна перспектива.
Доба под Турцима, после пада Цариграда 1453. године. Византијско је иконописаније углавном настављено на Криту који је био под Млечанима и имао одређену аутономију и по манастирима Свете горе. Људи који су били ближа двору развијали су стил који је био ближи класици а монаштво стил који је имао више аскетских елемената, вредност иконе се огледа у високом естетском домету хармоничној композицији и боји. У доба под Турском влашћу византијска уметност јењава да би у извесном смислу поново бљеснула.
Кроз хришћанство је Русија у Византији нашла савезништво. Са хришћанством продире у Русију сликарство, које иде ка стилизацији и линеаризацији на површини и сенка се шрафира. Структура слике је једноставна и искристалисана, добија подстицај из Цариграда. Руско сликарство се окреће утицају запада и добија подстицаје из Византа, Солуна и Србије а у додир са западом долази преко Пољске и Чешке а уводе се и домаће традиције које су особене. 1338 год. Андреј РУБЉОВ у прелазу из XIV у XV век руском сликарству додаје снагу свога генија, код њега је присутна како емоција тако и народна традиција.
Утицај византијске уметности на европску културу је огроман, јер се он захваљујући трговини и развоју цивилизације проширио широм Средоземља и Европе..

## Раздобља у византијској уметности
Унутар десетак векова царевина је преживела више фаза:
- Златно или класично доба (527—726.), врхунац за цара Јустинијана (527—565. године). То је време апсолутне моћи државе која је успела доћи све до Равене, Венеције и Југа Италије;
- доба иконоборства (забрана људског лика унутар сакралне грађевине) (726—843. године);
- доба Македонске и Комненовске династије (11. и 12. века) и на крају
- доба Палеолога (време пропадања и распада царевине).

Византион је назив за ширу област око града Византиона којег је Константин Велики 330. године прогласио главним градом Римског царства (од тада – Константинопољ), прије свега због његовог стратешког положаја на Босфору као природног моста између Европе и Азије. Након поделе Римског царства, он постаје главни град источнога царства и одржава континуитет римске просторне организације: у средишту је форум на чијем једном крају се подиже централна црква (Аја Софија), а на другом царска палата с вртовима, док је на југозападу велики хиподром. За време Јустинијана, овај град на полуострву одвојен је од копна славним Теодосијевим зидинама (могло се ући само кроз монументална златна врата) и постаје познат као Цариград. У раном средњем веку он постаје највећи и најнасељенији град на свету.

## Византијска архитектура
У најзначајнија дела византијске архитектуре спадају цркве Аја Софија у Цариграду и Сан Витале у Равени. Цркву Аја Софију можемо обележити као симбол естетичке и религиозне мисли у византијској уметности, ремек дело Византијске архитектуре. Настала је између година 532—537. и изненађујуће брзо. и полази од две концепције у архитектонском пројектовању; подужне и централне. Нарочито је интересантна купола подигнута на четири лука, као новаторско решење тога доба и уписана је у квадратну основу..
Важан чинилац у архитектури је било осветљење које се уводи као елеменат композиције у унутрашњост објекта и прозори су смештени испод куполе у виду великих лунета.
Црква је у унутрашњости просто и једноставно декорисана богатом декорацијом. Развија се тип централне цркве типа уписаног крста. Црква Сан Витале у Равени је на осмоугаоној основи и покривена је куполом и декорисана мозаицима.

## Византијско сликарство
У Византији се развија бујно сликарство мозаика. Најлепши мозаици се налазе у византијским црквама, Константинопоља и у Равени. У очуване мозаике спада мозаик цара Јустинијана и његове жене Теодоре у цркви Сан Витале у презбиторијуму објекта. Позе и гестови су достојанствени и схематизовани иако су лица индивидуализована и одговарају цртама царског пара и достојанственицима.
У Византији се развија сликарство икона која служе молитви. Постоје прописи за њихово сликање. Композиција је централна и статична и контуре су наглашене црном бојом а гестови су одмерени и достојанствени.
Уметност византијског сликарства је утицала на средњовековно сликарство у Србији, која има богату ризницу са византијским фрескама, иконама и другим реликвијама.

## Рано-византијска уметност
Најзначајнији споменици ране византијске уметности се налазе на просторима Византијског царства, у Цариграду. Значајни споменици су и у италијанској Равени која је 402. године била престоница Западног римског царства, а за време цара Јустинијана ту је седиште византијске власти у Италији (535. године). Црква Сан Витале у Равени (526—547. године) има основу осмоугаоника изнад чијег средишњег дела је купола. Средњи брод компликовано је повезан с бочним бродом и низом полукружних ниша. Црква овакве основе с куполом преовлађује у православљу све од Јустинијана, као што на западу преовлађује базиликални тип цркве. 
У цркви Сан Витале с обе стране олтара налазе се раскошни мозаици (Цар с пратњом и Царица с пратњом) који симболизују и одражавају моћ и славу царског двора. Они приказују Византијски идеал лепоте: - високе истањене фигуре, издужених глава са великим очима, повијеним обрвама, дугог и танког носа, малих уста, малих стопала у односу на величину тела, те раскошно декорисане одеће. Свака сцена је лишена покрета. Ликови на тим мозаицима су типизирани, статични, великих очију, а позадина је златна (небо је увек боје злата у раном хришћанству). 
Црква Света Софија - Аја Софија (532—537.) у Цариграду је најпознатија грађевина овог доба. Купола је прошарана прозорима и светлуцавим мозаицима па се чини као да је без тежине. Споља је волумен затворен равним геометријским површинама, док је изнутра зид потпуно дематерјализован мермерним оплатама и мозаицима дајући му сликарски карактер.
У каснијим раздобљима византијске архитектуре јавља се неколико типова цркава, смањују се велики јединствени простори (који су доминирали у златном добу), а спољашња обрада волумена добија на важности где се јављају и орнаментални украси од опеке (нпр. Црква св. Луке у Фокиди, Грчка, манастири Свете горе, Манастир Светог Ђорђа у Старом Нагоричану и други манастири и цркве - задужбине краља Милутина или св. Пантелејмона код Скопља, Македонија). 
У унутрашњости се зидови цркава украшавају поред мозаика и фрескама, а главни брод је наглашен иконостасом. Иконостас је олтарска преграда која дели светиште од осталог простора цркве, а чине је камени плутеји или иконе. Иконе су преносиве слике на платну или чешће дрвеној подлози. Оне су рађене по врло строгим правилима приказивања ликова – по њима прозваним иконографским правилима.
Скулптура је у византијској уметности била потиснута, осим мале пластике изведене у слоновој кости и металу (емајл) с изразитом плитком обрадом.

## Иконоборство
Верници су обожавали иконе и кипове, љубећи и молећи испред њих, верујући како ће им молитве бити делотворне – што су верске вође тумачиле као наставак паганског идолопоклонства. Тако долази до великих размирица између иконобораца (противници икона) и иконофила (присталице икона), што је кулминирало 726. године забраном употребе икона од стране цара Леона III То време катастрофалних сукоба, уништавања мозаика и фресака, девастације самостана, али и прогона свештеника и иконофила, називамо доба иконоборства. Византијско царство се стално бранило од напада исламских народа, па је овај закон био и политичке природе, јер се подилазило исламској забрани приказивања светих ликова.
Напуштањем сакралних мотива посезало се за сеоским мотивима, природе, мотивима лова, свакодневице или апстрактне орнаментике. Процват профане уметности се најјасније огледа у украшавању царских палата (плочице, теписи...) јер су се цареви утркивали у раскоши с исламским багдадским халифима.
Године 843. спор је завршио победом поштовалаца слика и долази до процвата сликарства под Македонском династијом.

## Касно-византијска уметност
Почетком 10. века потпуно ће се развити типична грађевина Византиона, то је црква основе уписаног грчког крста (равнокраког) на основу квадрата. Куполе ће повећати свој тамбур (доњи оквир куполе) и на том високом тамбуру отворити ће се многи прозори и осветлити грађевину грађену потпуно без прозора на зиду. 
Такав тип цркве је и црква Св. Марко у Венецији (1063), иако није била под влашћу Византиона, била је под директним уметничким утицајем. Она има основу грчког крста уписаног у основу квадрата и куполе изнад средишњег квадрата и сваког крака крста - карактеристике византијске градње. Венецијанске куполе немају тамбур него су обложене дрвеним крововима. Унутрашњост је врло пространа и украшена мозаицима.
Иако нам се византијска уметност, због свог дугог континуитета чини статичком и непромењеном, можемо уочити неке разлике. Тако за време Комненовске династије уметност има обележја романике на западу: хоризонталне тежње, начело сабирања релативно самосталних делова, површинско сликарство једноставних композиција, док уметност у доба Палеолога тежи грађењу у висину, нарацији у сликарству, израженијој осећајности ..., што подсећа на Готику.
У 13. веку Цариград пада у руке крсташа и формира се латинско царство, што доводи до интензивнијег развоја уметничке делатности у периферији Византиона као што је Македонија, Србија и Русија. У Србији настају цркве „Рашке школе“ у којој се осећају утицаји романике. Док Црква манастира Грачанице на Косову (1315. године) због своје висине подсјећа на готичку градњу. Она има предулаз спојен с централним простором квадратне основе (уписан грчки крст) који је споља наглашен степеновањем са четири мање куполе из којих се у средини издваја пета – највиша и највећа. Сјајан ритам нижих и виших делова који скоро не излазе из квадратне основе.
Када се православље потпуно проширило на територију данашње Русије почело се све више градити у дрвету, а помало се мењао и византијски тип цркве. Купола ће постајати све више, веће и раскошније, и умножаваће се (облик луковице увео се због лакшег отпора снегу). О томе сведочи најрепрезентативнији пример византијске архитектуре Саборна црква св. Васила блаженог у Москви (1555—1561. године).

## Галерија
- Икона Архангела Михаила, Манастир Свете Катарине , Синај
- Мозаик, Архангел Гаврило, Аја Софија,9. век
- Фреска, Св. Јован Крститељ, Манастир Грачаница
- Итало-Византијска икона 13. век(Галерија Вашингтон)
- Владимирскаја икона, 12. век
- Иконе Богородице и светитеља, Високи Дечани, 1350.
- Византијски мозаик-икона Христа,12. век (Музеј Берлин)
- Фреска краља Владислава,1235. Манастир Милешева
- Византијска икона, Архиђакон Стефан, 11. век.
- Икона"Тријумф Православља“, 13-14. век. Доба Византијске царице Теодоре и иконоборства
- Оригинана икона Богородице Филермосе, Цетињски манастир
- Апостоли Петар и Павле, древна икона 11. век(Музеј Велики Новгород)
- Св. Илија, 14. век. - Музеј Ермитаж
- Св. Анастазија, великомученица од Сирмијума (Балкан), 4. век.(Музеј Ермитаж)
- Јован Крститељ, 4. век, Музеј Кијев
- Андроник IV Палеолог,15. век(Библиотека Универзитета, Модена)
- Андроник III Палеолог, 14. век(Библиотека - Штутгарт)
- "Мадона и дете"(Богородица са Младенцем), 13. век(Национална галерија, Лондон)
- Фреска- краљ Милутин, Богородица Љевишка, Призрен